# Viletjärnen
Viletjärnen är en sjö i Tanums kommun i Bohuslän och ingår i Enningdalsälvens huvudavrinningsområde. Sjön är 19,8 meter djup, har en yta på 0,106 kvadratkilometer och befinner sig 153,1 meter över havet. Vid provfiske har abborre fångats i sjön.

## Delavrinningsområde
Viletjärnen ingår i det delavrinningsområde (652146-126018) som SMHI kallar för Utloppet av Busjön. Medelhöjden är 147 meter över havet och ytan är 9,04 kvadratkilometer. Räknas de 18 avrinningsområdena uppströms in blir den ackumulerade arean 244,36 kvadratkilometer. Avrinningsområdets utflöde Enningdalsälven (Nordaneälven) mynnar i havet. Avrinningsområdet består mestadels av skog (75 %). Avrinningsområdet har 0,43 kvadratkilometer vattenytor vilket ger det en sjöprocent på 4,8 %.